# نرسس کاگرامانوف
نرسس اوسکانی کاگرامانوف (قاهرامانیان) (ارمنی: Ներսես Ոսկանի Կագրամանով (Ղահրամանյան)؛ زاده ۲۳ مارس ۱۹۱۰ - درگذشته ۳۰ نوامبر ۱۹۸۷) تئاترشناس، روزنامه‌نگار اهل ارمنستان بود.

## زندگی‌نامه
وی در ۲۳ مارس ۱۹۱۰ در باکو در به دنیا آمد . وی در hy:Արվեստի ինստիտուտ و تئاتر روسی استانیسلاوسکی ایروان فعالیت می‌کرد. وی همچنین برنده جوایزی همچون چهره هنری شایسته ارمنستان شوروی (۱۹۶۰) و نشان جنگ میهنی (درجه دو) () شد. وی در ۳۰ نوامبر ۱۹۸۷ در سن ۷۷ سالگی در ایروان درگذشت.

## یادداشت
1. ↑  թատերագետ